# Бузијаго (Падова)
Бузијаго је насеље у Италији у округу Падова, региону Венето.
Према процени из 2011. у насељу је живело 522 становника. Насеље се налази на надморској висини од 26 м.